# 乌克兰革命起义军
乌克兰革命起义军（羅馬化：Revolutsiina Povstanska Armiia Ukrainy），又称“黑军”或「馬赫諾軍」（羅馬化：Makhnovtsi），是1917年至1922年俄罗斯内战期间由内斯托尔·伊万诺维奇·马赫诺领导，乌克兰农民工人组成的无政府主义武装，以保护在“自由地区”的“自由苏维埃”和“自由公社”的运作，争取在乌克兰革命中建立一个没有国家的无政府共产主义社会。

## 组织与编制
1919年中期，乌克兰革命起义军兵力约15,000人，编为一个骑兵旅和四个步兵旅，一个拥有5000挺机枪的机枪团，以及一个炮兵分队。在1919年12月的巅峰时期，其兵力拥有约83,000名步兵，20,135名骑兵，1,435挺机枪和118门火炮，以及七列装甲列车和一些装甲车。 军队被编为四个军和战略预备队。每个军下辖一个步兵旅和一个骑兵旅；每个旅下辖3至4个相应类型的团。
乌克兰革命起义军的结构不同于传统军队。实际上，乌克兰革命起义军是一支基于士兵委员会和全体大会的民主民兵组织。传统意义上的军官被废除；所有指挥官均由选举产生并可被罢免。定期举行群众大会讨论政策。军队建立在自律的基础上，所有军纪均由士兵大会批准。
关于乌克兰革命起义军是完全自愿的民兵组织，还是依赖征兵制，存在历史争论。保罗·艾夫里奇认为，自愿动员实际上就是征兵。 其他历史学家则持不同意见。迈克尔·马莱特指出，现存的1920年乌克兰革命起义军传单是呼吁加入，而非命令。 经过长时间的辩论，一次农民、工人和起义者区域代表大会决定拒绝征兵制，转而采用道德说服的方式。换句话说，“强制动员”被拒绝，取而代之的是“义务动员”，这意味着每个身体健全的男子都应认识到自己有加入乌克兰革命起义军的义务。 列夫·托洛茨基也宣称乌克兰革命起义军是自愿性质的民兵，并且考虑到托洛茨基指挥的红军最终击败了乌克兰革命起义军，他没有理由为其（指起义军）说谎。用托洛茨基的话来说：“马赫诺没有进行总动员，实际上也无法进行，因为他缺乏必要的机构。”

## 旗帜
内斯托尔·马赫诺于1927年在巴黎的《劳动事业》（Дело Труда）杂志上发表了题为《致所有国家的犹太人》（К евреям всех стран）的文章。他在文中写道：“例如，那张题为‘行军中的马赫诺运动’（Махновщина на походе）的照片——除了与（反犹）集体迫害（pogroms）毫无共同之处外，它完全不是马赫诺运动的，就像带有骷髅头标志的旗帜照片也不属于马赫诺运动一样。这些不相关的照片在‘犹太社群’的文件中却被冠以马赫诺运动的名义出现。”

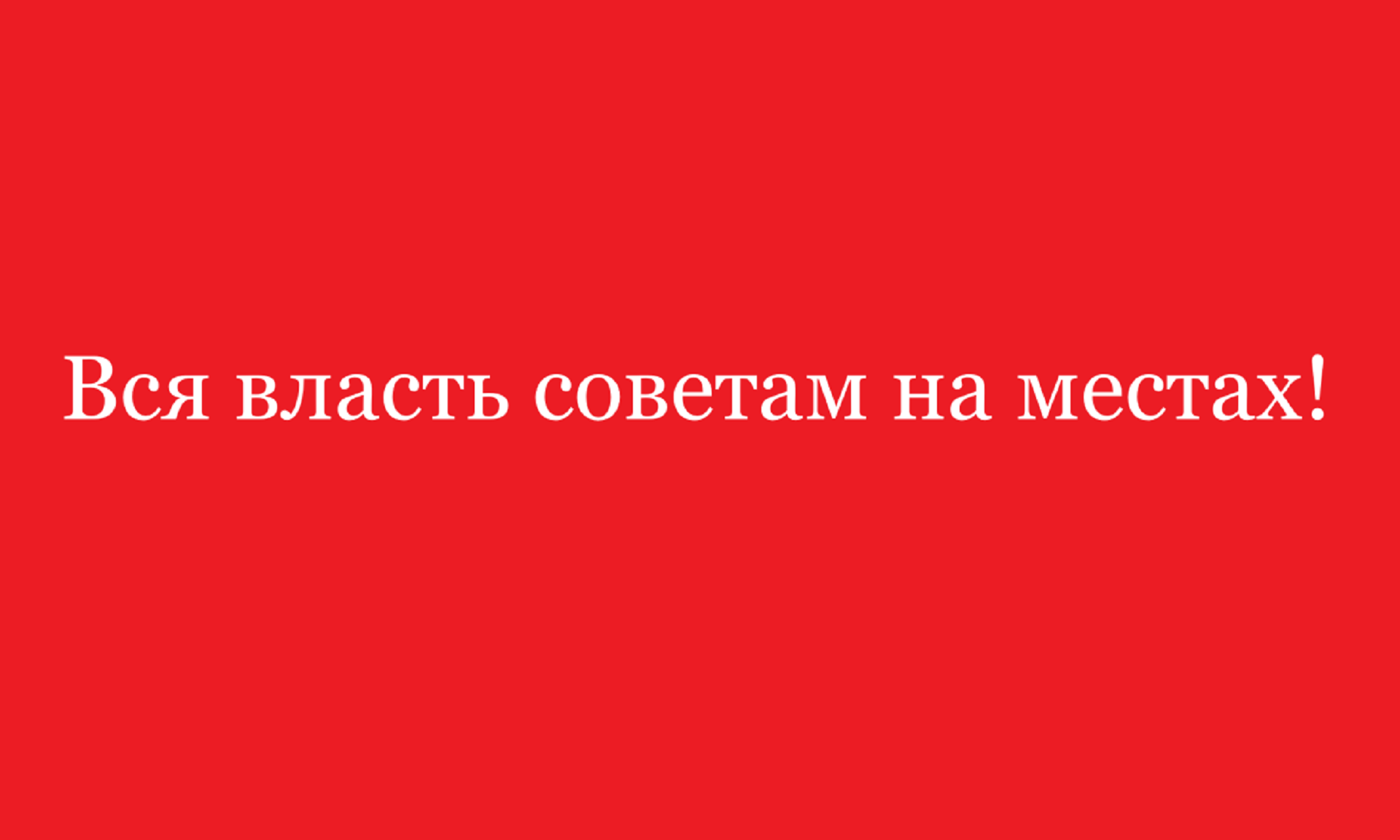

于1919年1月初抵达胡利亚伊波莱（Гуляйполе）的В. Ф. 比拉什后来回忆道："司令部悬挂着厚重的黑色旗帜，上面写着口号：“和平归茅屋，战争给宫殿”（Мир хижинам, война дворцам），“永远与被压迫者一起反对压迫者”（С угнетенными против угнетателей всегда），“工人的解放是工人自己的事”（Освобождение рабочих — дело рук самих рабочих）。远处可以看到红旗与黑旗交织，大概是悬挂在民间组织的建筑物上。司令部旁边，在‘工农及起义者代表乡苏维埃’（Волостной Совет рабочих, крестьянских и повстанческих депутатов）入口处，悬挂着两面旗帜——一面是黑色的，上面写着：“权力滋生寄生虫。无政府主义万岁！”（Власть рождает паразитов. Да здравствует анархия!），另一面是红色的，口号是：“一切权力归于地方苏维埃！”（Вся власть советам на местах!）”
在1919年6月与苏维埃政权决裂后，马赫诺再次回归无政府主义的象征体系，黑色成为了马赫诺起义运动不变的象征。 据推测，在那一时期，每个部队都有自己的旗帜：例如，在贵族女子学院（Института благородных девиц）毕业生О. С. 洛迪任斯卡娅（О. С. Лодыженской）的回忆录中提到，一支马赫诺的部队曾打着一块写有口号“我们支持布尔什维克，打犹太佬（Жидов）和共产党人！”（Мы за большевиков, бей жидов и коммунистов!）的黑色标语行军。

## 书目
- Bilash, Oleksandr; Bilash, Viktor. . Kiev: РВЦ "Проза". 1993. ISBN 978-5770738148. OCLC 429142607 （俄语）.